# Grimmia longicaulis
Grimmia longicaulis är en bladmossart som beskrevs av Hugh Neville Dixon 1938. Grimmia longicaulis ingår i släktet grimmior, och familjen Grimmiaceae. Inga underarter finns listade i Catalogue of Life.